# Brian Clevinger
Brian Clevinger (ur. 7 maja 1978 roku w Stanach Zjednoczonych) – autor popularnego komiksu internetowego 8-Bit Theater i powieści Nukler Age. Aktualnie pracuje nad kontynuacją swojej powieści, którą nazwał Atomik Age. Aktualnie mieszka w Orlando w stanie Floryda.